# 拉芬 (北卡羅萊納州)
拉芬（英語：Ruffin）是位於美國北卡羅萊納州羅京安縣的普查規定居民點。

## 人口
根據2020年美國人口普查的數據，拉芬的面積為12.00平方千米，皆為陸地。當地共有人口322人，而人口密度為每平方千米26.83人。